# Dineïna

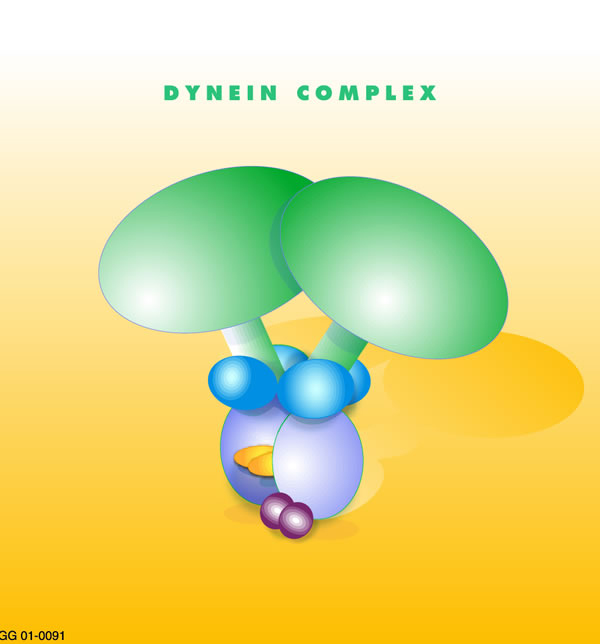
Complexe de dineïna.

La dineïna citoplasmàtica té dues cadenes pesants amb caps globulars que es desplacena traves del microtúbul

La dineïna és una proteïna motriu (també anomenades motor molecular o molècula motriu) en les cèl·lules vives que converteixen l'energia qumica continguda en l'ATP en energia mecànica de moviment. La dineïna transporta diverses càrregues "caminant" a través dels microtúbuls del citoesquelet cap al final menor del microtúbul el qual està normalment orientat cap al centre de la cèl·lula. En canvi la kinesina es mou cap a l'extrem major del microtúbul.
Les dineïnes es poden dividir en dos grups: les dineïnes citoplasmàtiques i les dineïnes axonemals les quals també s'anomenen dineïnes ciliars o flagel·lars.
La proteïna responsable del moviment de cilis i flagels va ser descoberta i anomenada dineïna (dynein) el 1963. Vint anys més tard la dineïna citoplasmàtica va ser aïllada i identificada.

## Funció
Les dineïnes axonemals es troben només en cèl·lules que tenen estructures ciliars i flagel·lars. Les dineïnes citoplasmàtiques, en canvi, es troben en totes les cèl·lules animals i possiblement en les vegetals. Fa funcions de transport en orgànuls i de muntatge en el centrosoma (Karp, 2005).

## Estructura
Cada molècula de dineïna és una proteïna de muntatge complex composta per petites subunitats de polipèptids.